# Henri-Charles du Cambout de Coislin

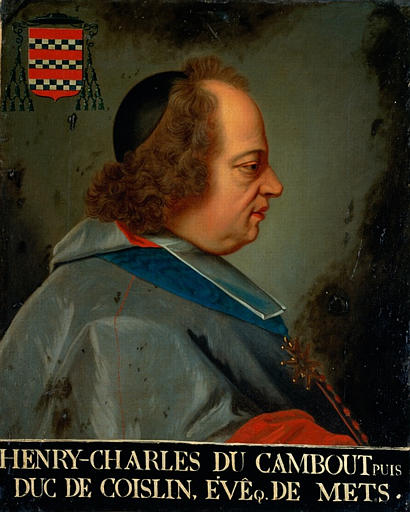
Henri-Charles du Cambout de Coislin (Ölgemälde eines unbekannten zeitgenössischen Malers)

Henri-Charles du Cambout de Coislin  (auch: Henri-Charles de Coislin) (* 13. September 1664 in Paris; † 28. November 1732 ebenda) war ein französischer Adeliger, römisch-katholischer Bischof und Mitglied der Académie française.

## Leben

### Herkunft und Aufstieg
Henri-Charles du Cambout war der Sohn von Armand du Cambout de Coislin und der Neffe des Kardinals Pierre du Cambout de Coislin, Bischof von Orléans. Er war der jüngere Bruder von Pierre du Cambout, duc de Coislin. Da er als zweiter Sohn zum Klerikerstand vorgesehen war, wurde er unter der Aufsicht seines Onkels, des Bischofs, erzogen und von diesem früh bei Hof eingeführt. Er studierte Theologie, wurde zum Doktor promoviert und übernahm das Amt des Generalvikars im Bistum seines Onkels. 1684 wurde er vom König zum Kommendatarabt der Benediktinerabtei Saint-Georges de Boscherville ernannt, dann zum ersten Almosenier, schließlich 1897 zum Bischof von Metz. 1701 wurde er noch als Kommandeur in den Ordre du Saint-Esprit aufgenommen. Er verdankte diesen Aufstieg nicht unwesentlich der Zuneigung des Königs zu seinem Onkel, mit dem zusammen Ludwig XIV. aufgewachsen war. Beim Tode seines Bruders 1710 erbte Coislin dessen Titel eines Herzogs von Coislin und Pair von Frankreich und folgte ihm auch auf dem Sitz Nr. 25 der Académie française nach. Beim Eintritt in die Akademie feierte er in der Antrittsrede seinen Großonkel Richelieu und seinen Urgroßvater Pierre Séguier. Ab 1726 war er Membre honoraire der Académie des inscriptions et belles-lettres.

### Bischof von Metz
In den 35 Jahren seiner Amtszeit als Bischof wechselte er oft zwischen Metz und dem Versailler Hof hin und her, wo er weiterhin Almosenier war. In Metz richtete er ein Armenhaus ein, baute zusätzlich zu dem entlegenen Sommersitz Vic-sur-Seille von 1710 bis 1714 (nördlich Augny) das Schloss Frescaty und erstellte von 1727 bis 1733 Kasernengebäude (Caserne Coislin), um die Bevölkerung von den drückenden Einquartierungen zu entlasten. Im Streit um die päpstliche Bulle Unigenitus Dei filius (1713) zeigte Coislin seine Nähe zum Gallikanismus und zum Jansenismus. Sein 1714 in Paris erschienenes Werk Mandement et instruction pastorale de Mgr l’évêque de Metz wurde noch im selben Jahr durch die Glaubenskongregation auf den Index gesetzt. In Metz tragen der Place Coislin und die Rue du Cambout seinen Namen. Dort steht auch die Fontaine Coislin mit einem ihn würdigenden Text in Stein gehauen. In der Kirche von Chaligny erinnert eine Steinplatte an seine Visitation im Jahre 1723.

### Tod und Nachlass
Er starb 1732 im Alter von 68 Jahren an einem Nagelgeschwür, für das er sich in Paris behandeln ließ. Er wurde im Couvent Notre-Dame de Nazareth des pénitents réformés du tiers-ordre de Saint-François in Paris beigesetzt. Coislin war im Besitz einer bedeutenden Bücher- und Manuskriptsammlung, der Biblioteca Coisliniana, deren Grundstock von Pierre Séguier stammte. Coislin vermachte sie der Abtei Saint-Germain-des-Prés, wo sie in der Französischen Revolution zum Teil vernichtet wurde. 